# Amorphochelus montanus
Amorphochelus montanus är en skalbaggsart som beskrevs av Marc Lacroix 1997. Amorphochelus montanus ingår i släktet Amorphochelus och familjen Melolonthidae. Inga underarter finns listade i Catalogue of Life.